# Zihuai
Zihuai (kinesiska: 自怀镇, 自怀) är en köping i Kina. Den ligger i provinsen Sichuan, i den sydvästra delen av landet, omkring 300 kilometer sydost om provinshuvudstaden Chengdu. Antalet invånare är 7 659. Befolkningen består av 3 721 kvinnor och 3 938 män. Barn under 15 år utgör 27,0 %, vuxna 15-64 år 55 %, och äldre över 65 år 17,0 %.
Genomsnittlig årsnederbörd är 1 431 millimeter. Den regnigaste månaden är juni, med i genomsnitt 266 mm nederbörd, och den torraste är december, med 21 mm nederbörd.